# Giuseppe Marastoni
Giuseppe Marastoni, cunoscut și ca Josef Marastoni, (n. 1 aprilie 1834, Veneția, Imperiul Austriac – d. 10 decembrie 1895, Viena, Austro-Ungaria) a fost un pictor, gravor și litograf italiano-austriac.

## Biografie
S-a născut la 1 aprilie 1834 în Veneția, ca fiu al pictorului și gravorului Giacomo (Jacopo) Marastoni, care s-a mutat la Pesta pe la mijlocul anilor 1830 și a deschis acolo o școală de pictură în 1846. Giuseppe a învățat să picteze de la tatăl său și a studiat în anii 1850-1853 la Academia de arte frumoase de la Veneția. În 1853 s-a întors la Pesta și după moartea tatălui său (11 iulie 1860) a lucrat ca pictor portretist și litograf în atelierul tatălui său din Székesfehérvár. S-a stabilit în 1868 la Viena, unde a fost membru al cercului artiștilor și a câștigat mai bine ca portretist.  A trăit la Viena până la moarte, dar nu a întrerupt legătura cu viața artistică din Ungaria.

## Opera artistică
A expus numeroase lucrări în capitala Ungariei. A realizat multe portrete ale personalităților maghiare din secolul al XIX-lea. Stilul litografiilor lui seamănă cu cel al lui Josef Kriehuber. El a fost, în esență, un pictor portretist.

## Galerie

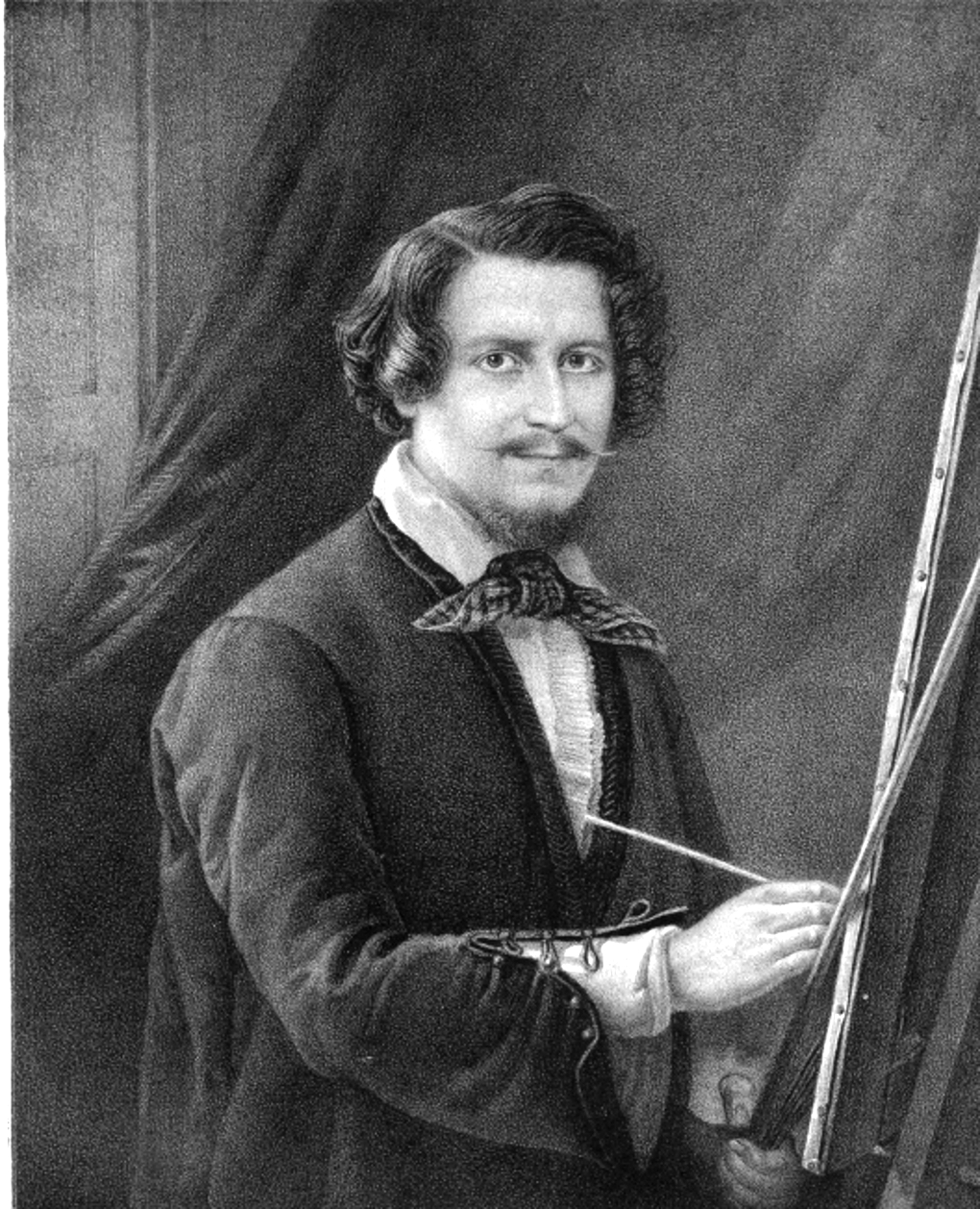
Giuseppe Marastoni: Litografie cu imaginea lui Giacomo Marastoni
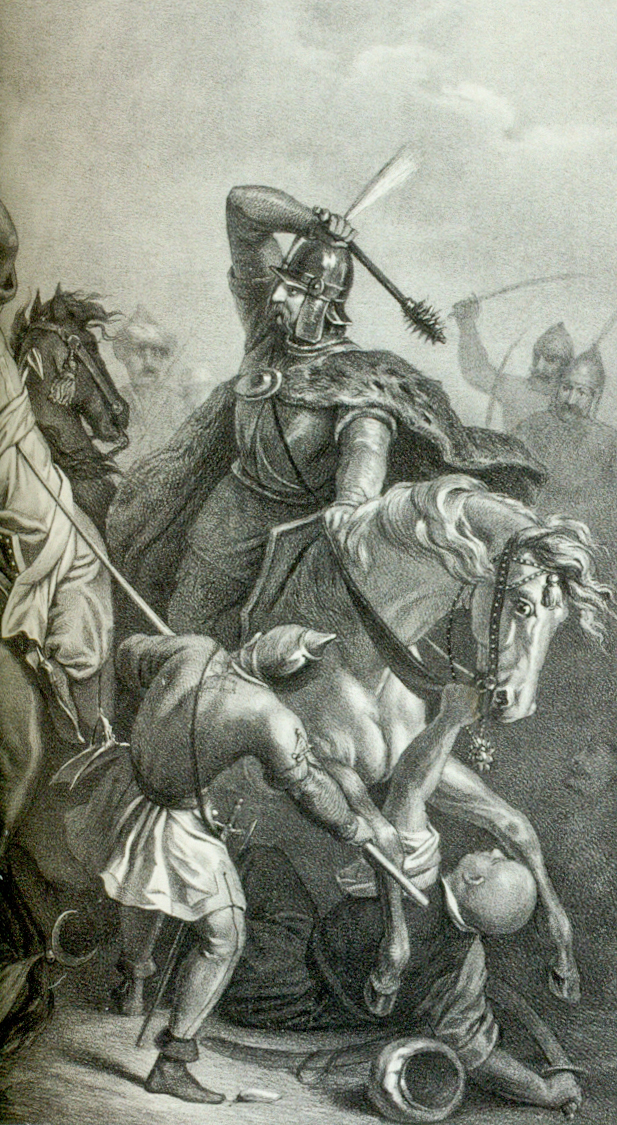
Iancu de Hunedoara în bătălia de la Varna
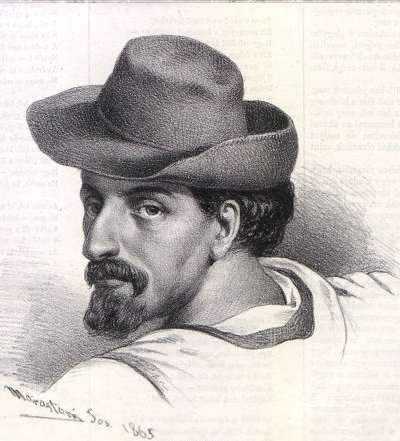
Miguel de Cervantes
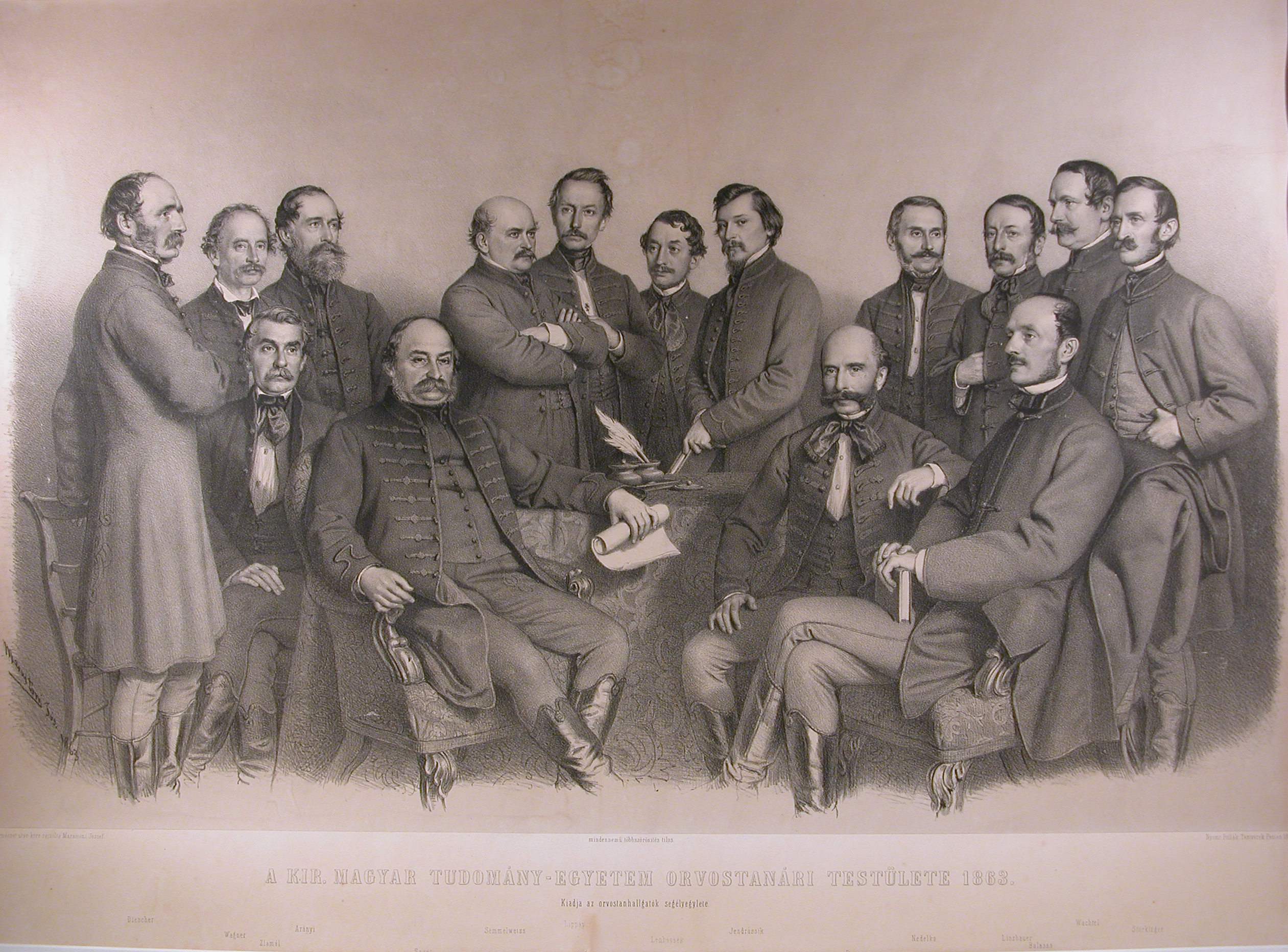
Facultatea de medicină din Pesta (1863)
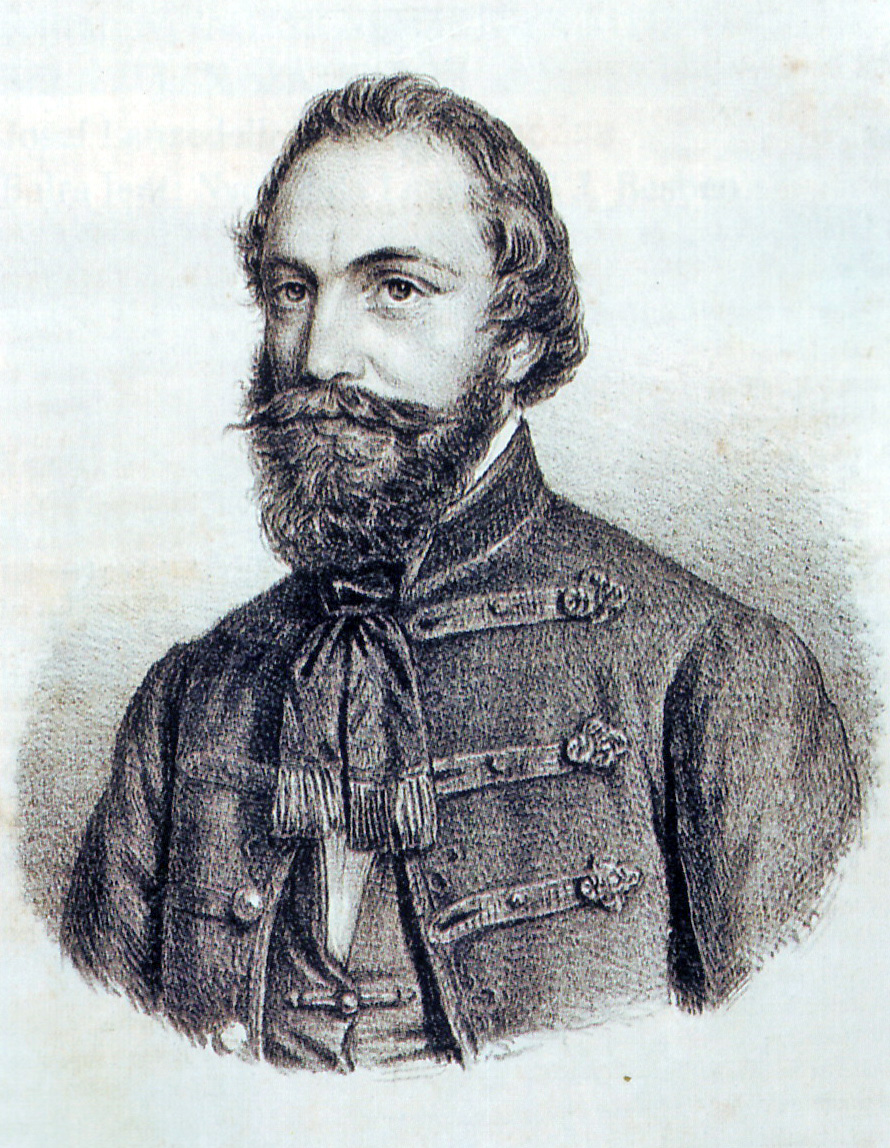
Mór Jókai
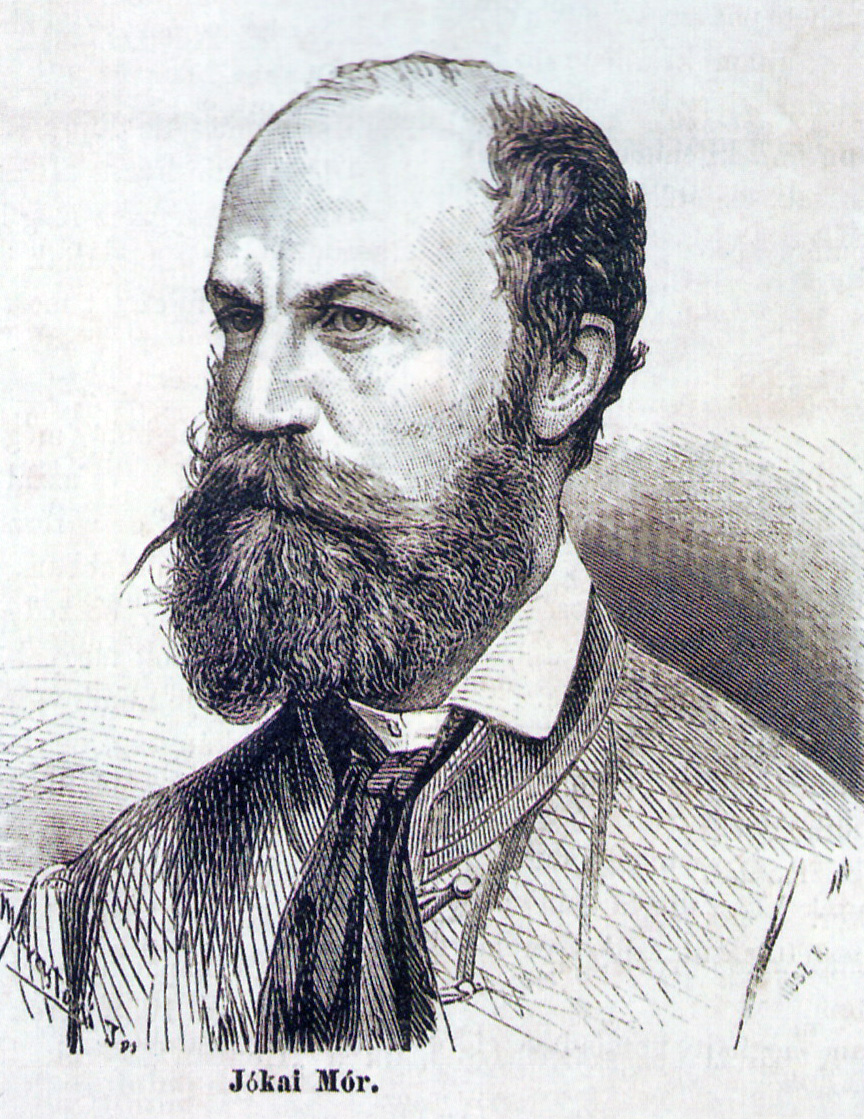
Mór Jókai
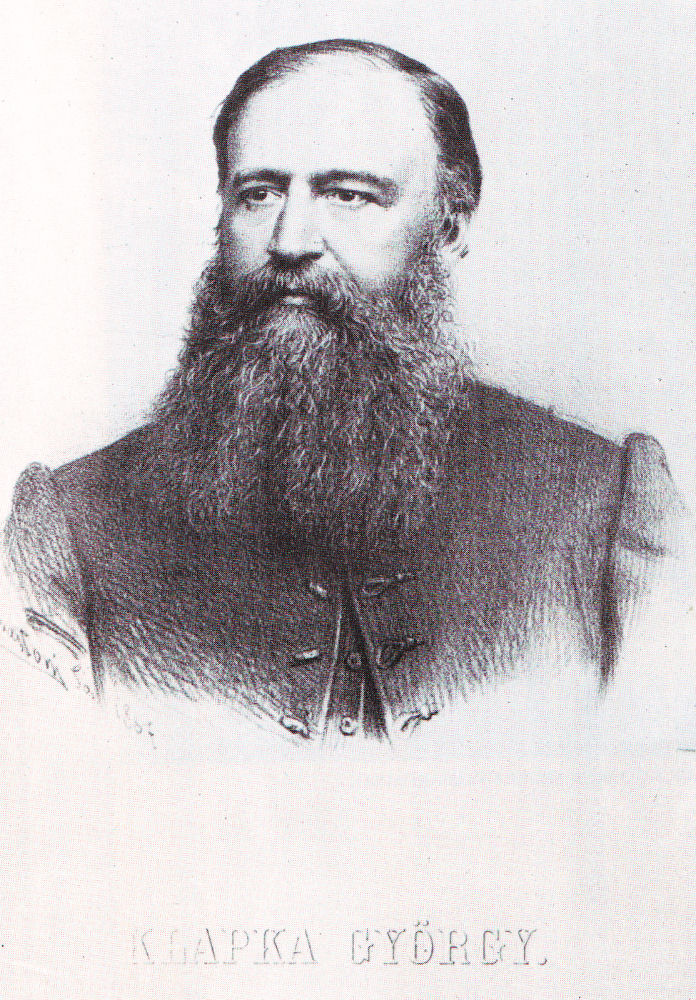
György Klapka
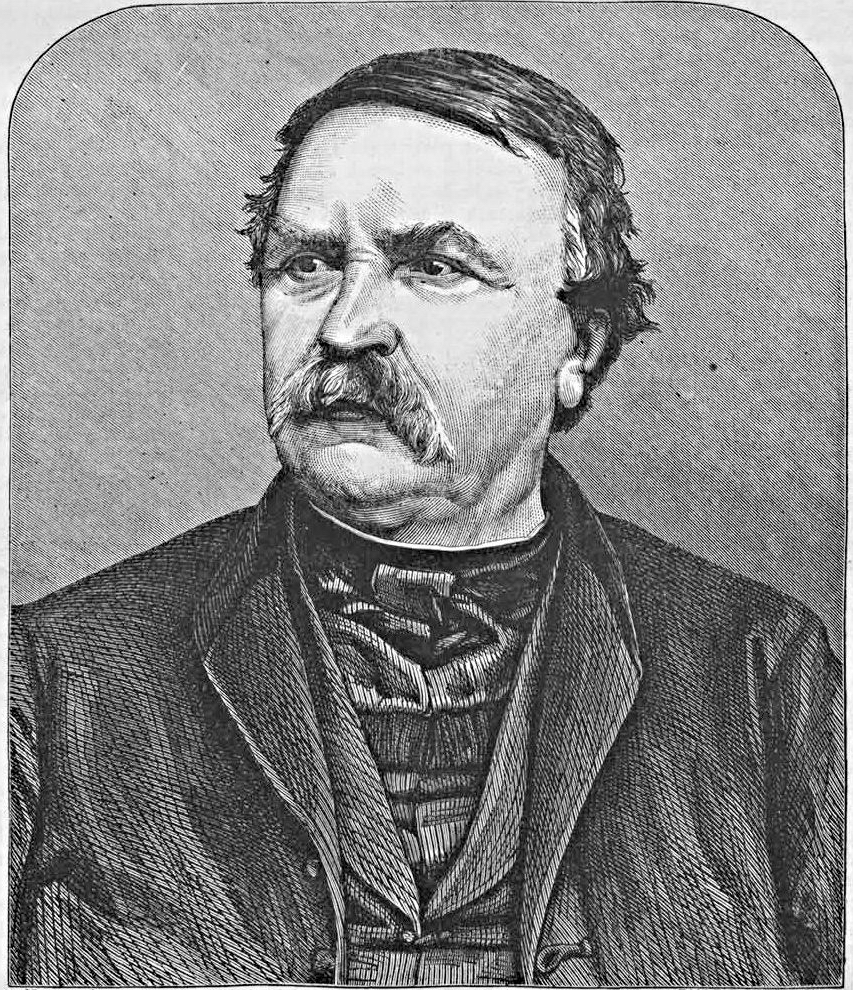
Ferenc Deák
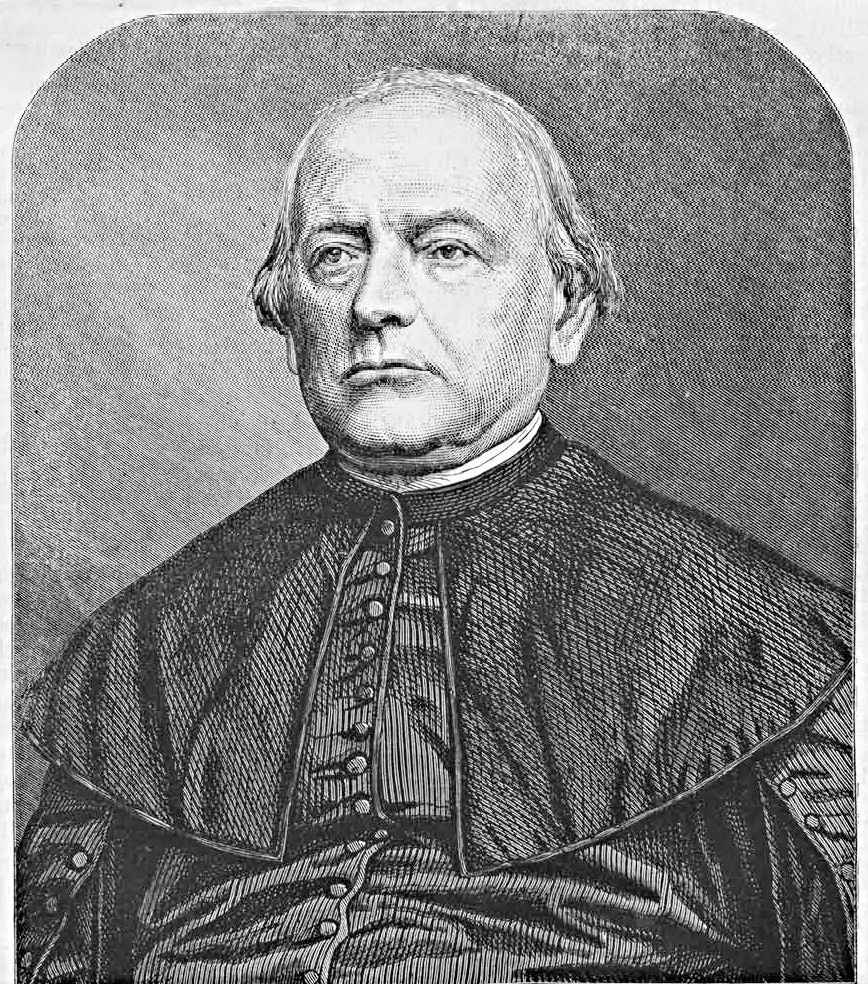
Mihály Horváth
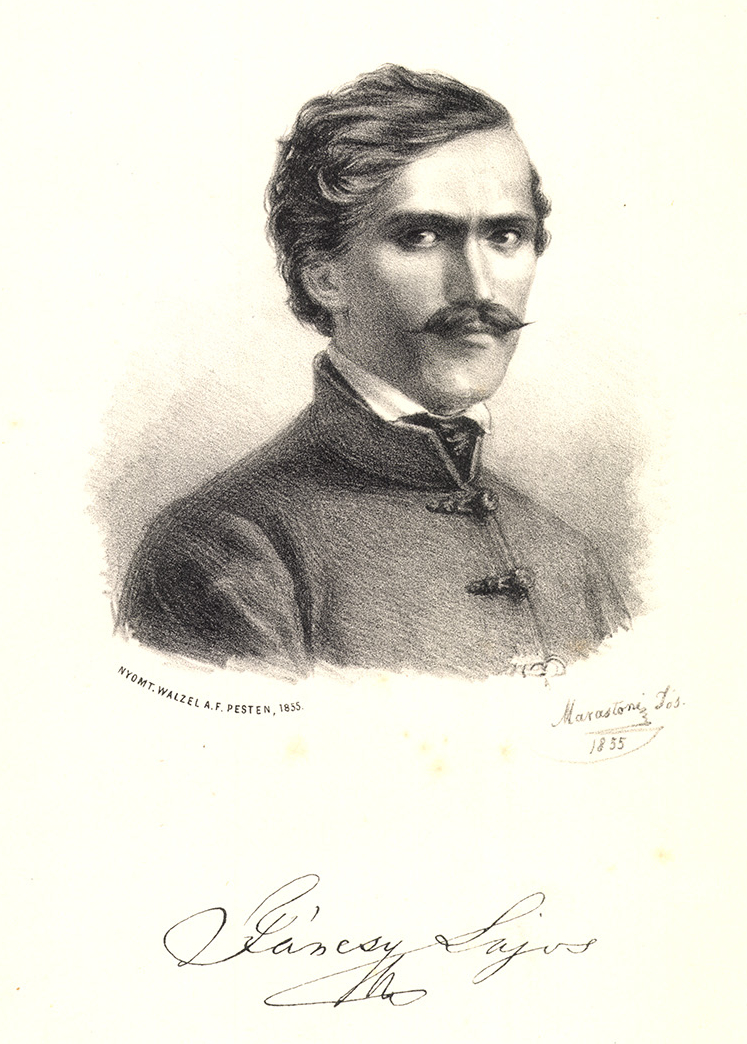
Lajos Fáncsy
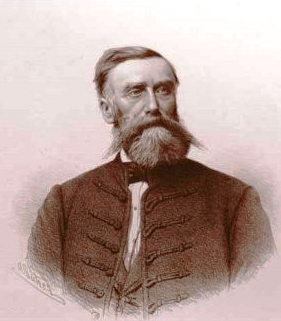
Miksa Hantken
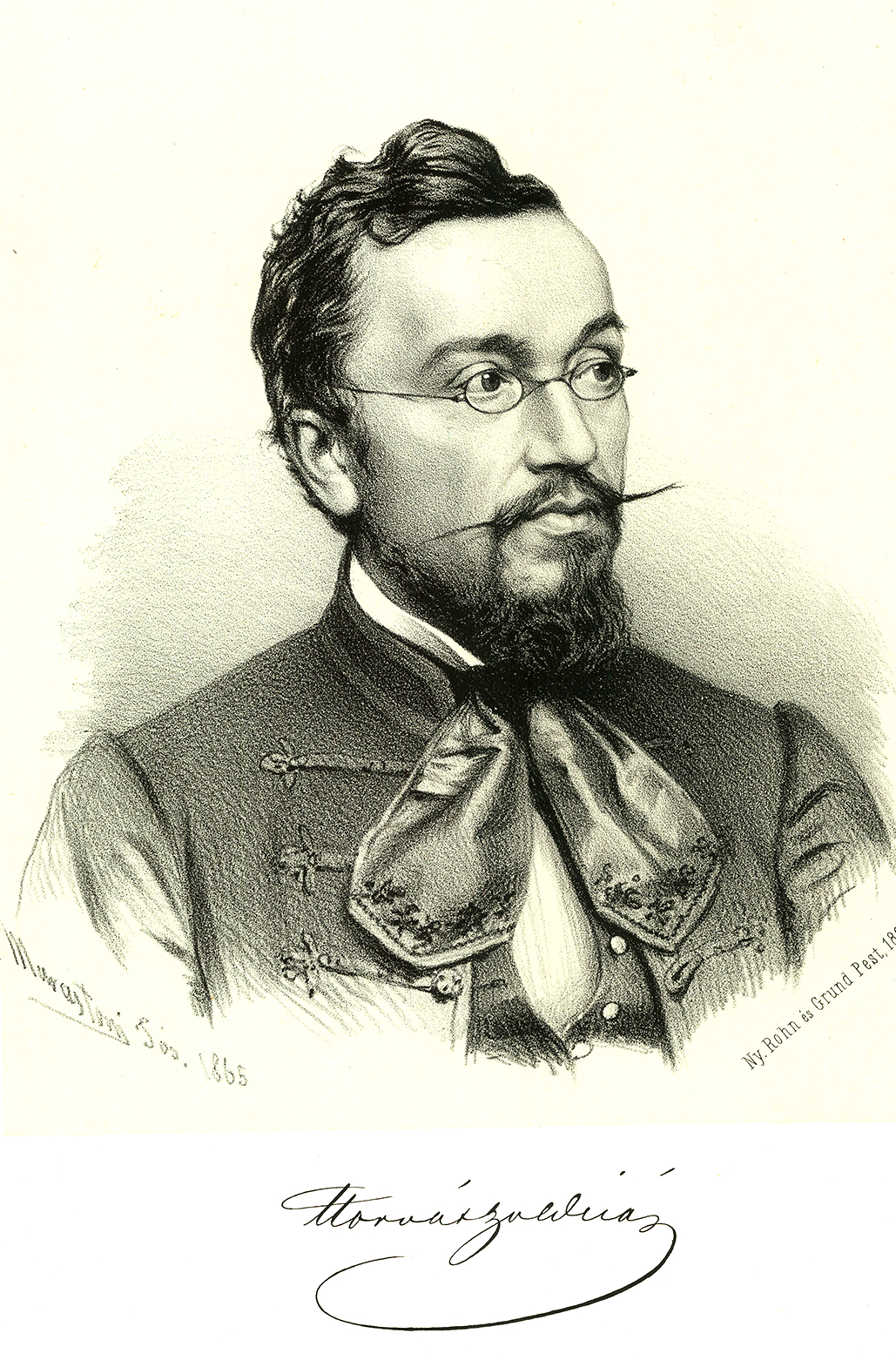
Boldizsár Horvát